# Дземброня (село)
Дземброня (укр. Дземброня, до 2009 — Берестечко) — село в Зелёнской сельской общине Верховинского района Ивано-Франковской области Украины.
Население по переписи 2001 года составляло 245 человек. Почтовый индекс — 78707. Телефонный код — 03432.

## История
В 1946 году указом ПВС УССР село Берестецкая Дземброня переименовано в Берестечко.

## Галерея

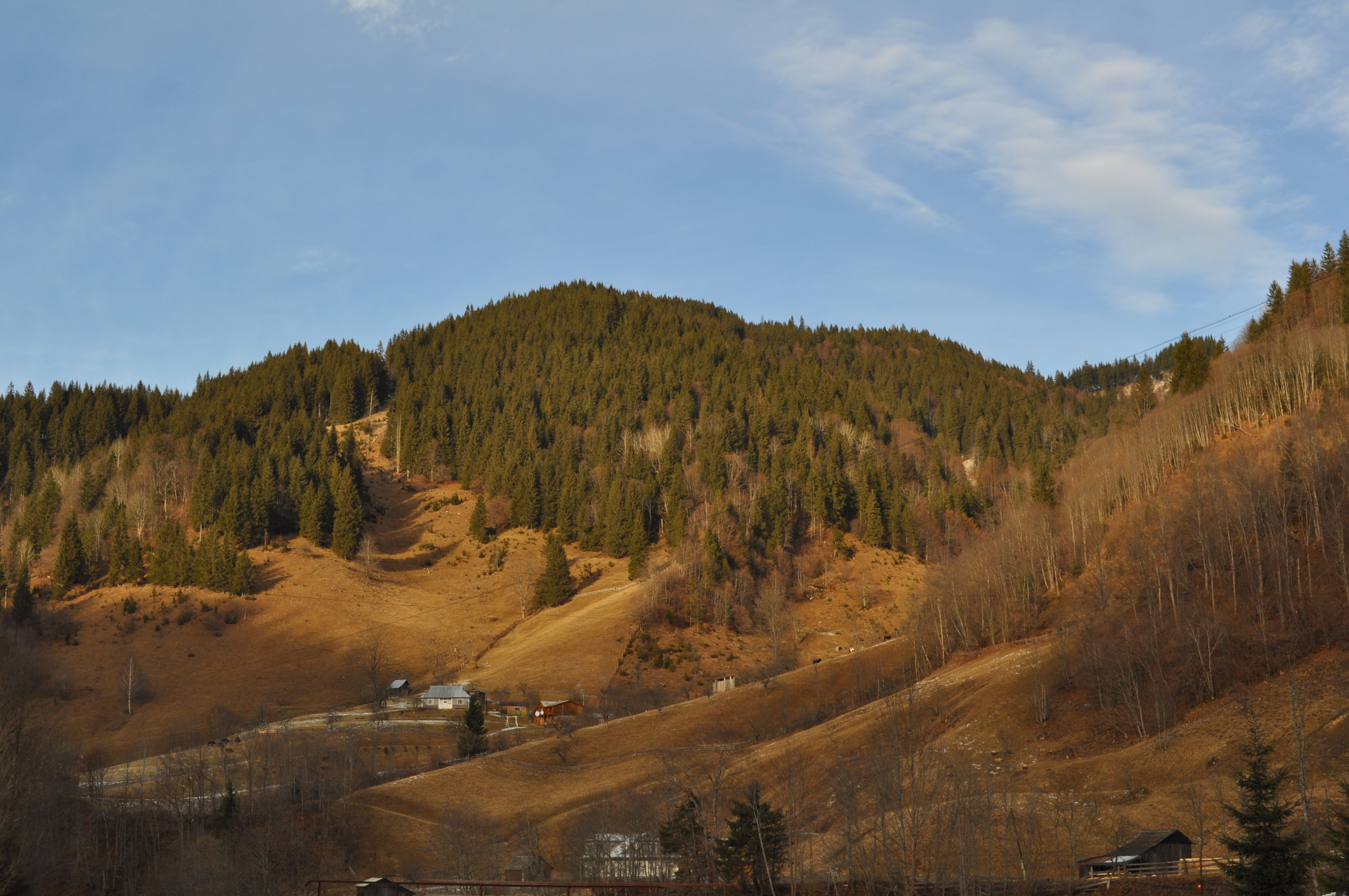
На околице села
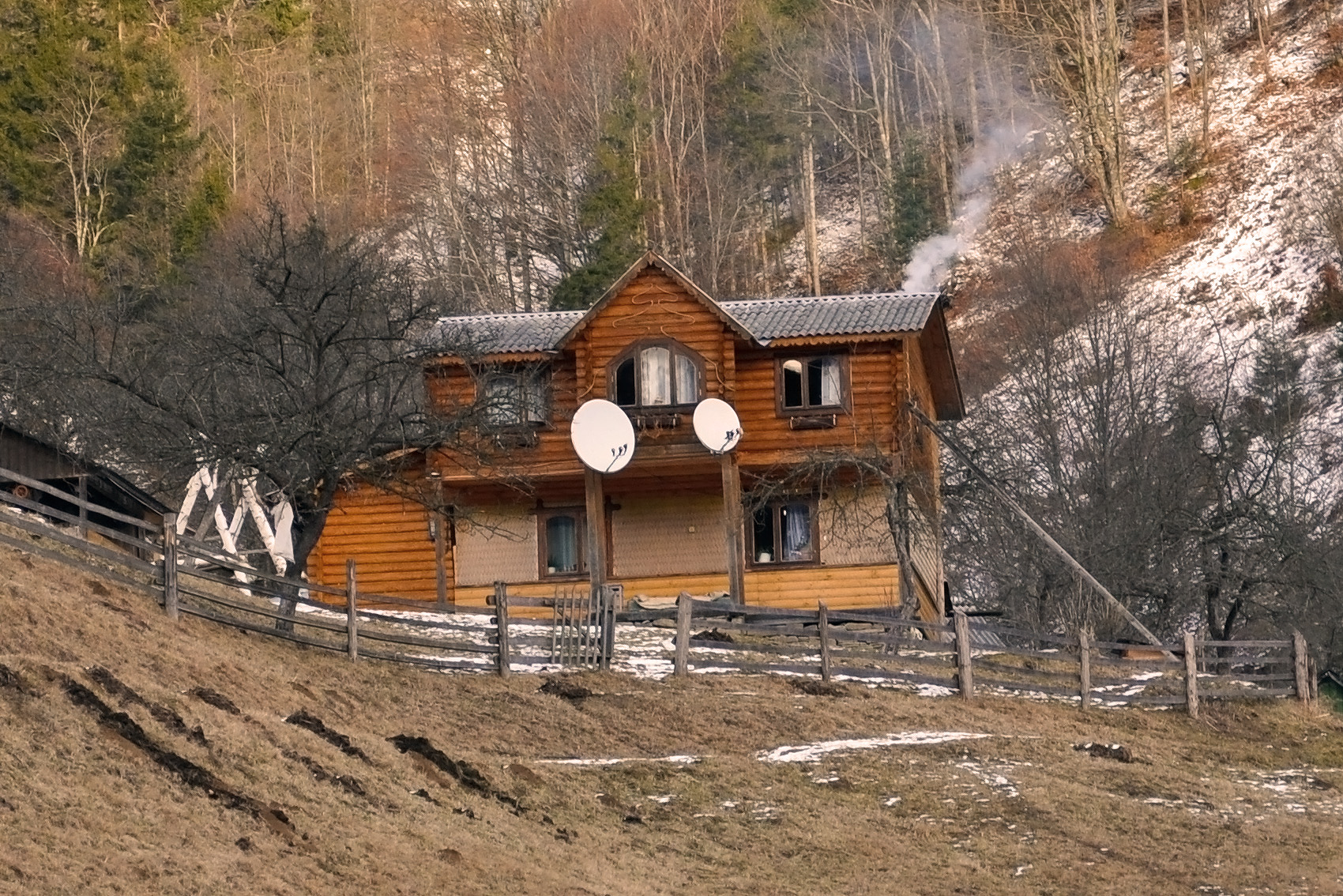
Усадьба «Ксения»
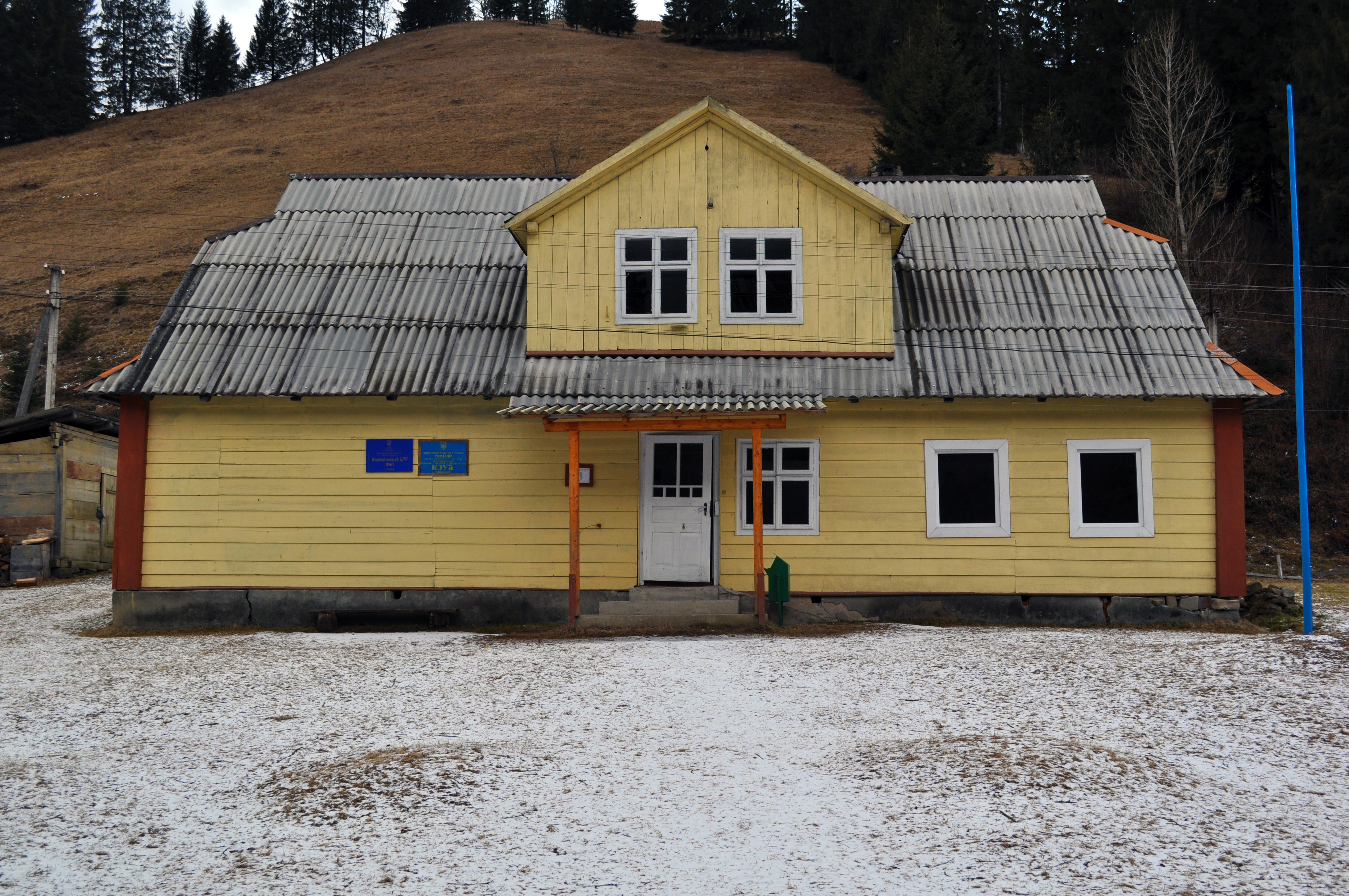
Клуб и начальная школа (с. Топильче)
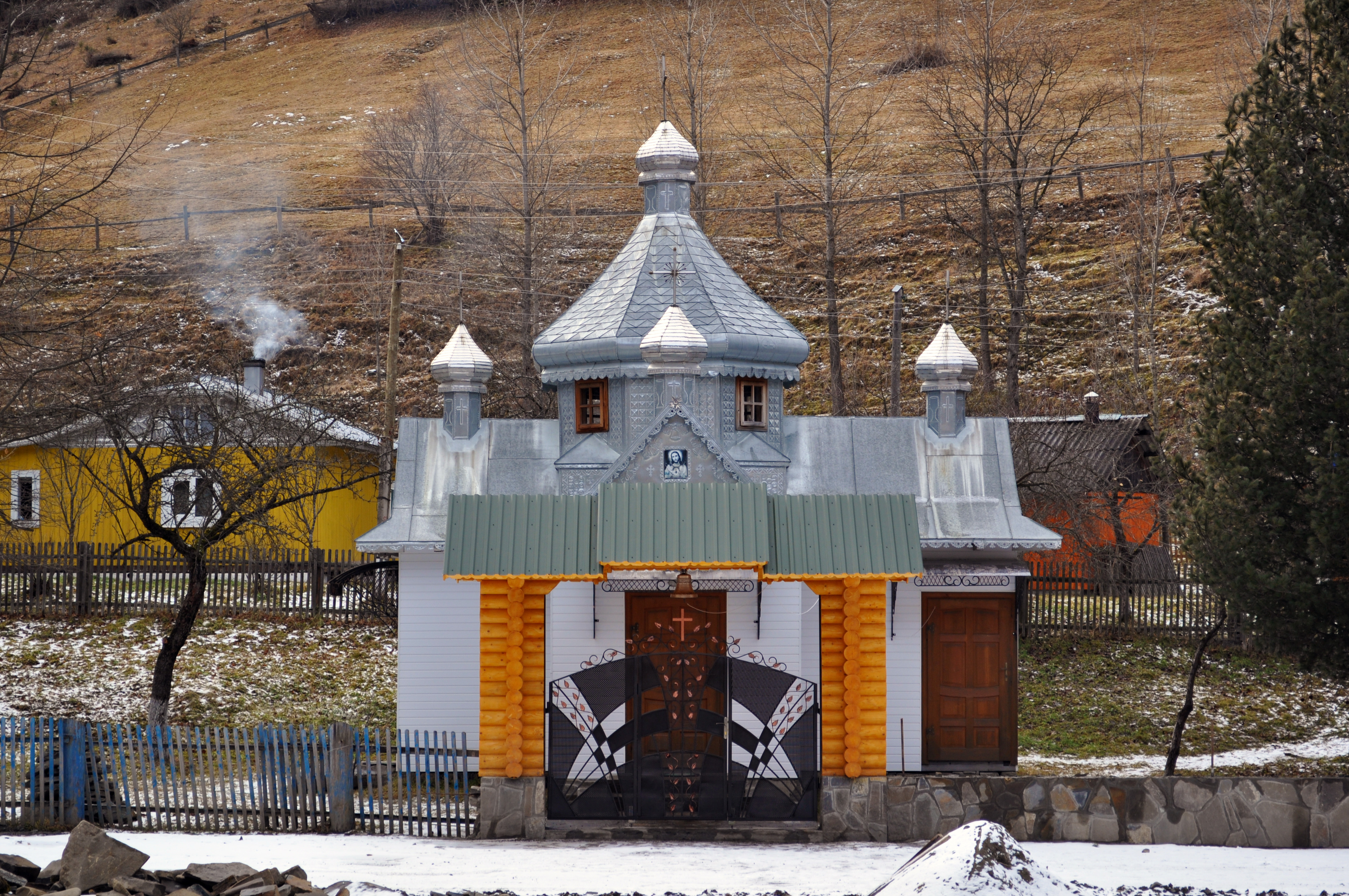
Сельская церковь